# .qa
.qa (Qatar) é o código TLD (ccTLD) na Internet para o Qatar.